# Grewia botryantha
Grewia botryantha är en malvaväxtart som beskrevs av Henri Ernest Baillon. Grewia botryantha ingår i släktet Grewia och familjen malvaväxter. Inga underarter finns listade i Catalogue of Life.